# Schloss Jettenhofen

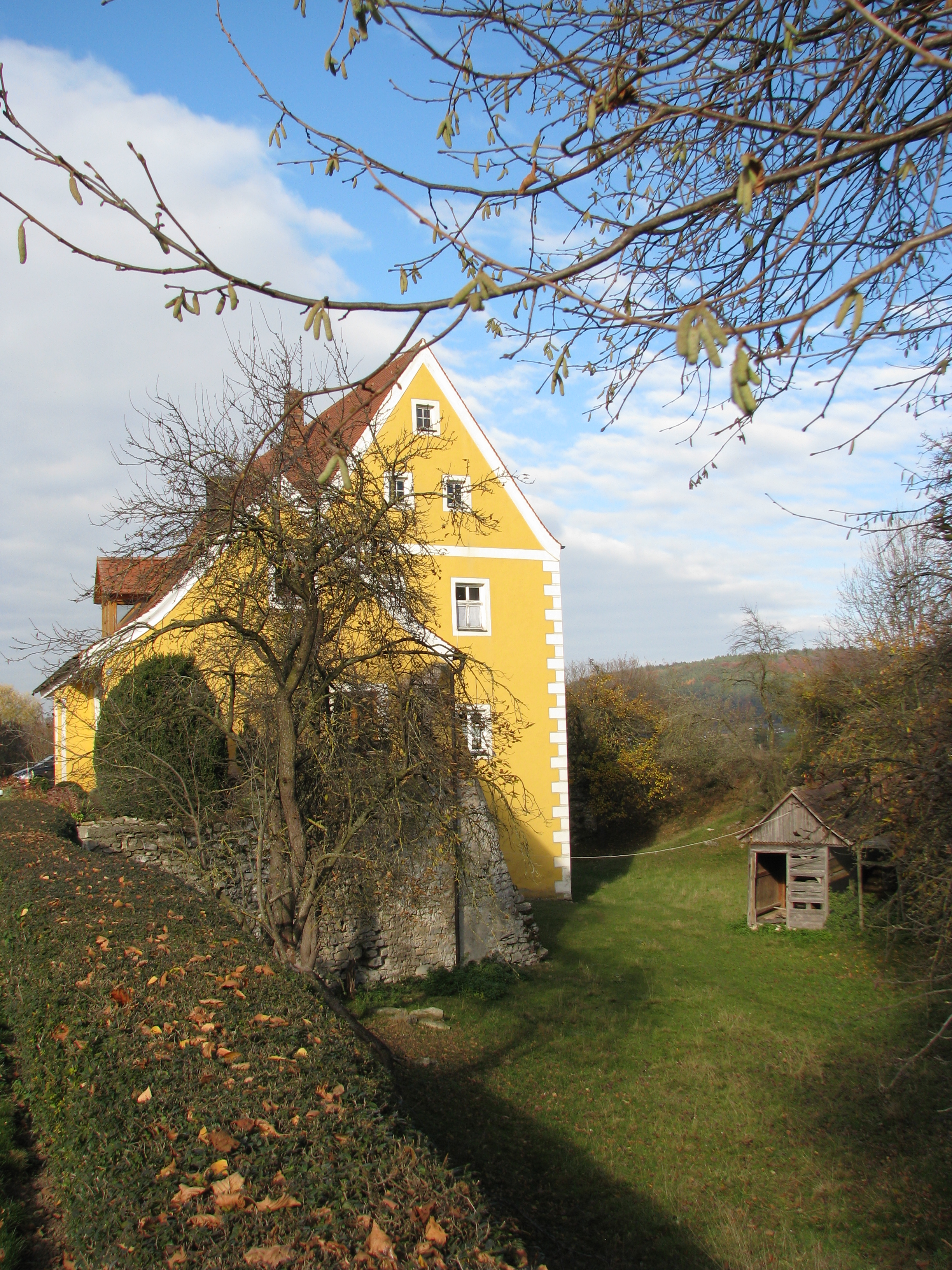
Das Schloss, vom Dorf her gesehen.

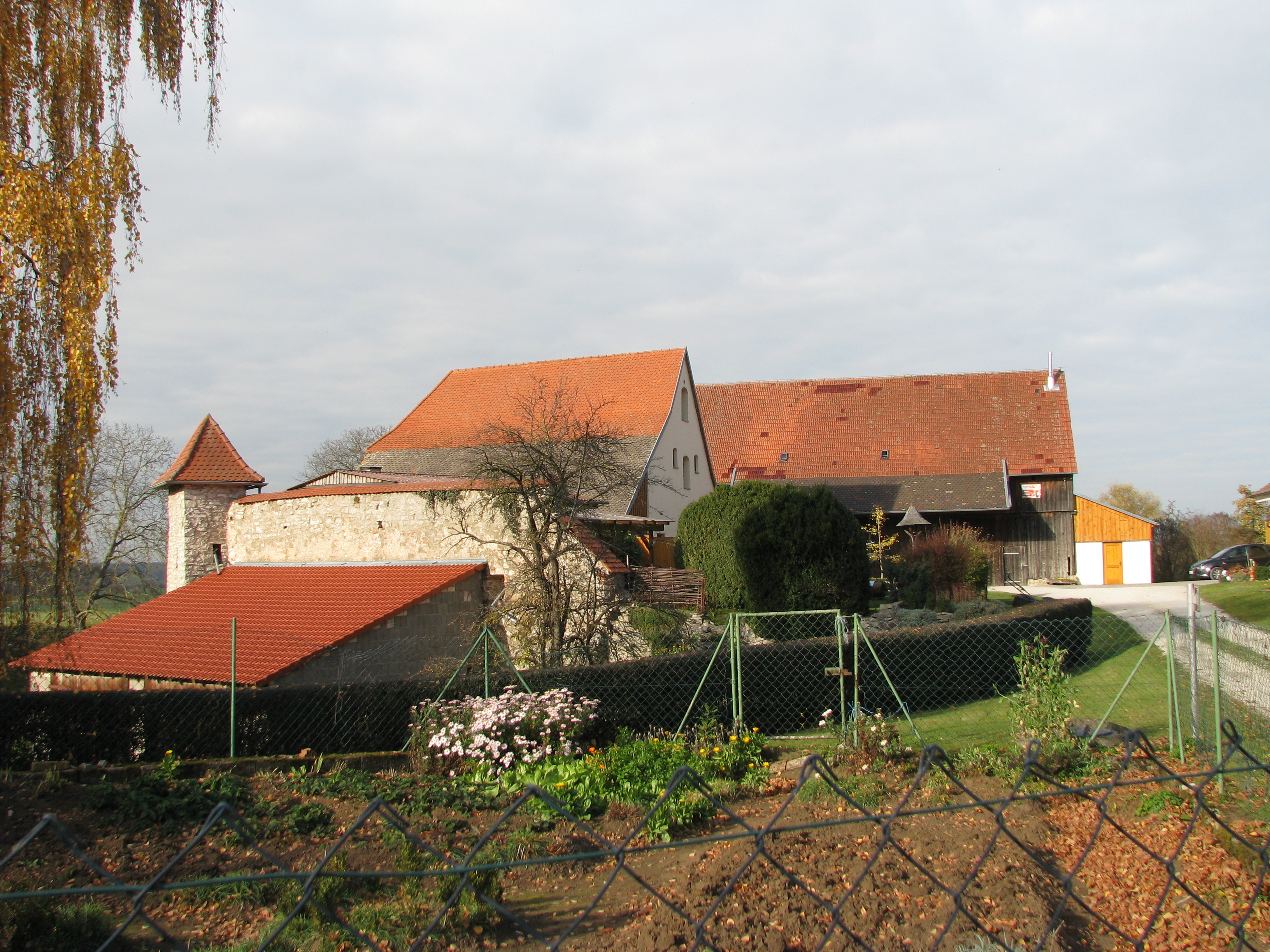
Beringreste des ehemaligen Schlosses

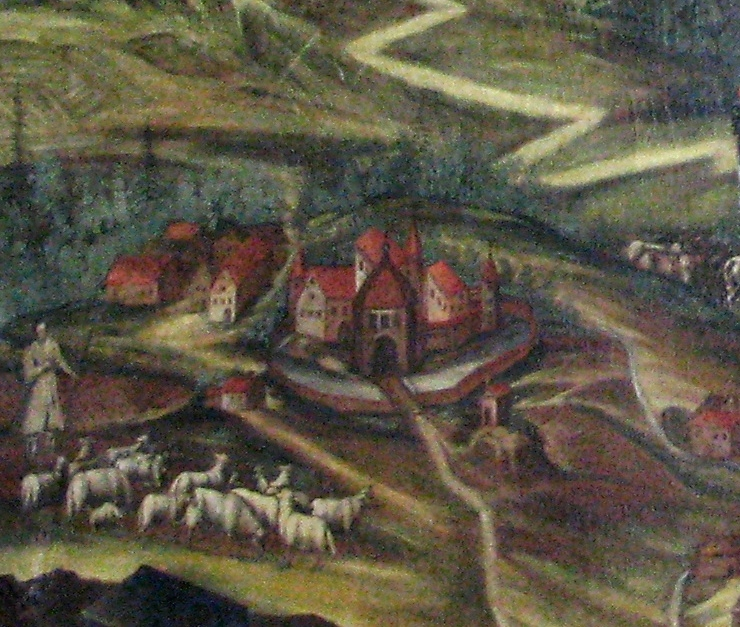
Das Schloss auf einem Ölgemälde aus der 1. Hälfte des 18. Jahrhunderts in der Pfarrkirche St. Gangolf in Burggriesbach

Das Schloss Jettenhofen ist ein ehemaliges Einödschloss in Jettenhofen, einem Gemeindeteil von Freystadt im Landkreis Neumarkt in der Oberpfalz in Bayern. Es ist unter der Aktennummer D-3-73-126-70 als Baudenkmal verzeichnet. Die Anlage wird ferner als Bodendenkmal unter der Aktennummer D-3-6834-0226 mit der Beschreibung „archäologische Befunde im Bereich des ehem. Schlosses von Jettenhofen, zuvor mittelalterliche Burg“ geführt.

## Geographische Lage
Das ehemalige Schloss liegt auf 422 Meter NHN im Norden von Jettenhofen. 1801 schildert Johann Kaspar Bundschuh seine Lage so: „Es liegt dasselbe zwischen Obermässing und Burggriesbach; vom erstern dieser Orte 1 Stunde, vom letztern nur eine halbe Stunde entfernt, ganz einsam und isoliert, in einem Bergig und waldigten Winkel.“

## Geschichte
Das Schloss ist erstmals in Urkunden von 1245 und 1248 als Edelsitz eines Heinrich von Uttenhofen (= Jettenhofen) erwähnt. Es war jahrhundertelang ein Einödschloss; erst nach 1708 entwickelte sich beim Schloss ein Weiler, das heutige Jettenhofen. Das Schloss mit seinen Zugehörungen war ursprünglich zweigeteilt in ein Lehen des Hochstifts Eichstätt und in ein freies Eigen. Das Geschlecht der Uttenhofer starb um 1447 aus; zwischenzeitlich war das Schloss Jettenhofen bereits in andere Hände übergegangen, nämlich an das Adelsgeschlecht der Seckendorffer und 1375 an die Schenken von Geyern. Von Wilhelm Schenk von Geyern kaufte Erasmus von Rosenberg, Amtmann zu Uffenheim, den Eigenanteil des Schlosses. Sein Sohn, der Ritter und Eichstätter Hofmeister Hieronymus von Rosenberg, trug diesen Anteil 1492 dem Bischof Gabriel von Eyb zu Lehen auf. Zum Schloss mit Vorhof gehörten zu dieser Zeit 75 Tagwerk Wiesen, vier Baumgärten beim Schloss, vier Weiher, eine sehr große Schäferei (700 bis 800 Schafe), Waldungen mit Wildbann und Vogelherde. Außerdem gehörte zur Herrschaft Besitz in 23 Dörfern der Umgebung.
Als Hieronymus von Rosenberg 1507 ohne männliche Nachkommen starb, übernahmen die Söhne seines Bruders Leonhard, nämlich Konrad und Philipp, die Herrschaft Jettenhofen. 1530 veräußerten sie den Besitz mit Einwilligung des bischöflichen Lehenherren an ihre Schwäger (und Gebrüder) Rudolf und Walter von Hirnheim zu Haheltingen (= Hochaltingen); 1523 war das Schloss durch den Schwäbischen Bund zerstört worden. Wie eine Steintafel über dem ehemaligen Eingang meldet, erbaute ab 1562 Rudolf von Hirnheim den noch heute stehenden Schloss-Wohnbau. Nach dem Aussterben der Hirnheimer 1585 fiel das Schloss als erledigtes Lehen an den Bischof von Eichstätt heim, der es nicht mehr als Lehen ausgab, sondern das Schloss 1586 zu einem Kastenamtssitz für den bischöflichen Besitz in der Umgebung machte, seit circa 1690 auch für die eichstättische Hofmark Thannhausen. Der Kastner – der erste hieß Paulus Mangold – war zugleich bischöflicher Vogt unter dem Pfleger von Obermässing, der die Hochgerichtsbarkeit ausübte; er wohnte im ehemaligen Schloss.
Das Hofgut wurde vom Bischof an Bauern vergeben. 1708 verkaufte es die bischöfliche Hofkammer an Hans Geidl von Forchheim und Hans Rupp von Meckenhausen unter der Bedingung, dass diese den Hof in vier Teile zerlegen. Von 1736/37 an gab es diese vier Viertelhöfe und ein Hirtenhaus als Weiler Jettenhofen. 1801 ist von zehn „Waldplätzen“ die Rede, die „von Alters her“ zum Schlossgut gehörten, darunter „die Wolfsleite, wo man im vorigen Jahrhunderte noch Wolfsgruben gemacht hat.“ Der Waldbesitz wurde nach der Säkularisation dem Staatsforst einverleibt.
Zwischen dem Kurbayern und dem Hochstift Eichstätt war es immer wieder zu Auseinandersetzungen über den Grenzverlauf im Süden des kurfürstlichen Schultheißenamtes Neumarkt. Zwar wurde in einem 1523 geschlossenen Vertrag Jettenhofen dem Hochstift zugesprochen, aber erst ein am 30. Januar 1767 geschlossener Staatsvertrag sorgte in den hoheitsrechtlichen und fiskalischen Fragen für klare Verhältnisse. Unter den Besitzungen, die dem Hochstift zugeteilt wurden, war, wie schon zuvor, das Schloss Jettenhofen.
Nach der Säkularisation des Hochstiftes kamen Schloss und Weiler Jettenhofen 1802 an den Großherzog Ferdinand III. von Toskana. Dieser verkaufte 1804 das Schloss samt den dazugehörenden Grundstücken. In der Folgezeit wechselten die Besitzer einige Male.

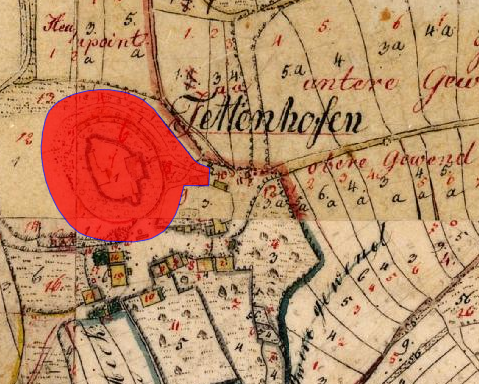
Lageplan von Schloss Jettenhofen auf dem Urkataster von Bayern

## Beschreibung
Es handelt sich um eine „ungefähr eiförmige Anlage“, die von einem tiefen und breiten Wassergraben mit Fallbrücke an einem Torhaus und einem Mauerbering umgeben war. Der Graben ist heute trockengelegt. Der Bering ist nur noch in Teilen vorhanden; einer der beiden Türme des Berings hat sich teilweise erhalten; er diente um 1800 als Schafstall. Der zweigeschossige Wohnbau wurde ab 1562 hat errichtet. Das daneben stehende dreistöckige Gebäude mit hohen Giebeln und einem Satteldach war ein Getreidekasten. Der jenseits des Grabens befindliche Torturm ist gänzlich verschwunden.
Bundschuh berichtet 1801, der Schlossgraben sei „tief, mit einem Walle ringsumher umfangen, und wegen der darinn befindlichen Brunnenquellen sehr sumpfig.“
Von der einstigen Schlosskapelle unbekannter Erbauungszeit war schon gegen Ende des Alten Reiches, um 1799, nichts mehr vorhanden. Sie bildete ein „Rundell“ „in einem Erckher auf den Graben hinauß“ und war mit einem „Altärle“ ausgestattet.
Siehe auch Liste der Baudenkmäler in Freystadt#Jettenhofen